# Liste der Naturdenkmale in Eibenstock
Die Liste der Naturdenkmale in Eibenstock nennt die Naturdenkmale in Eibenstock im sächsischen Erzgebirgskreis.

## Definition
„Naturdenkmäler sind rechtsverbindlich festgesetzte Einzelschöpfungen der Natur oder entsprechende Flächen bis zu fünf Hektar, deren besonderer Schutz erforderlich ist
1. aus wissenschaftlichen, naturgeschichtlichen oder landeskundlichen Gründen oder
2. wegen ihrer Seltenheit, Eigenart oder Schönheit.“

„§ 18 – Naturdenkmäler – (zu § 28 BNatSchG)
(1) Die Erklärung nach § 22 Abs. 1 BNatSchG von Teilen von Natur und Landschaft als Naturdenkmal erfolgt durch Rechtsverordnung oder Einzelanordnung.
(2) Über § 28 Abs. 1 BNatSchG hinaus können Naturdenkmäler zur Sicherung von Lebensgemeinschaften oder Lebensstätten von im Bestand gefährdeten oder streng geschützten Arten festgesetzt werden.“

## Liste
Link zu einem Kartenansichtstool, um Koordinaten zu setzen.
| Bild                          | Bezeichnung                            | Lage                                                              | Beschreibung | Datum                                                       | Nummer     |
| ----------------------------- | -------------------------------------- | ----------------------------------------------------------------- | --- | ----------------------------------------------------------- | ---------- |
| BW                            | Am Wölfebächel                         | Eibenstock (50° 27′ 4,5″ N, 12° 32′ 36,5″ O)                      | Fläche: ca. 12125 m² | Beschluss des Rates des Kreises Aue Nr. 35 vom 03.05.1990   | 364.23-059 |
| BW                            | Basaltkegel am Bärenweg                | Eibenstock (50° 28′ 41,8″ N, 12° 37′ 29,5″ O)                     | Fläche: ca. 1098 m² | Beschluss des Rates des Kreises Aue Nr. 35 vom 03.05.1990   | 364.23-073 |
| BW                            | Dönitzgrund                            | Eibenstock (50° 29′ 7″ N, 12° 35′ 19,6″ O)                        | Fläche: ca. 6023 m² | Verordnung des Landkreises Aue-Schwarzenberg vom 30.04.1997 | 364.23-060 |
| BW                            | Fledermausquartier GFQ 5 in Eibenstock | Eibenstock (50° 29′ 0,5″ N, 12° 34′ 18″ O)                        | Fläche: ca. 3128 m² | Beschluss des Rates des Kreises Aue Nr. 35 vom 03.05.1990   | 364.23-074 |
| Fotos hochladen               | Frühbußer Straße                       | Weitersglashütte (50° 25′ 5,2″ N, 12° 36′ 51,5″ O)                | Fläche: ca. 89935 m² | Beschluss des Rates des Kreises Aue Nr. 35 vom 03.05.1990   | 364.23-061 |
| BW                            | Gärtnerei-Wiesen                       | Eibenstock (50° 29′ 13,4″ N, 12° 36′ 55,1″ O)                     | Fläche: ca. 23751 m² | Verordnung des Landkreises Aue-Schwarzenberg vom 16.07.1998 | 364.23-062 |
| BW                            | Goldbrünnelwiese                       | Eibenstock (50° 29′ 43,7″ N, 12° 37′ 3,2″ O)                      | Fläche: ca. 13089 m² | Verordnung des Landkreises Aue-Schwarzenberg vom 16.07.1998 | 364.23-063 |
| BW                            | Hochmoorrest - Roter Mann              | Sosa (50° 29′ 37,3″ N, 12° 40′ 38,3″ O)                           | Fläche: ca. 15458 m² | Beschluss des Rates des Kreises Aue Nr. 104 vom 18.10.1984  | 364.23-075 |
| BW                            | Kiesgrube Sosa                         | Sosa (50° 29′ 32″ N, 12° 40′ 38,3″ O)                             | Fläche: ca. 386 m² | Beschluss des Rates des Kreises Aue Nr. 35 vom 03.05.1990   | 364.23-076 |
| BW                            | Kirchwiese Carlsfeld                   | Carlsfeld (50° 25′ 57,3″ N, 12° 36′ 1,6″ O)                       | Fläche: ca. 10776 m² | Verordnung des Landkreises Aue-Schwarzenberg vom 07.11.1996 | 364.23-064 |
| mehr Fotos \| Fotos hochladen | Moorhang Carlsfeld                     | Carlsfeld (50° 26′ 18,7″ N, 12° 35′ 15,2″ O)                      | Fläche: ca. 28885 m² | Verordnung des Landkreises Aue-Schwarzenberg vom 07.11.1996 | 364.23-065 |
| BW                            | Quellhang Grüner Graben                | Eibenstock (50° 28′ 57,1″ N, 12° 36′ 50,7″ O)                     | Fläche: ca. 19578 m² | Beschluss des Rates des Kreises Aue Nr. 35 vom 03.05.1990   | 364.23-066 |
| BW                            | Rote Grube                             | Eibenstock östlich der Straße (50° 28′ 27,9″ N, 12° 41′ 34,1″ O)  | Fläche: ca. 13996 m² | Verordnung des Landkreises Aue-Schwarzenberg vom 21.06.2007 | 364.23-078 |
| BW                            | Rote Grube                             | Eibenstock westlich der Straße (50° 28′ 30,7″ N, 12° 41′ 29,9″ O) | Fläche: ca. 18806 m² | Verordnung des Landkreises Aue-Schwarzenberg vom 21.06.2007 | 364.23-078 |
| BW                            | Talsperrenufer                         | Eibenstock (50° 30′ 38″ N, 12° 35′ 22,3″ O)                       | Fläche: ca. 55082 m² | Verordnung des Landkreises Aue-Schwarzenberg vom 05.10.2000 | 364.23-067 |
| mehr Fotos \| Fotos hochladen | Torfstich Wiese                        | Carlsfeld (50° 26′ 7,2″ N, 12° 35′ 54,3″ O)                       | Fläche: ca. 23212 m² | Verordnung des Landkreises Aue-Schwarzenberg vom 27.02.1997 | 364.23-068 |
| BW                            | Wiese am Friedhof                      | Wildenthal (50° 26′ 47,4″ N, 12° 38′ 6,8″ O)                      | Fläche: ca. 8220 m² | Verordnung des Landkreises Aue-Schwarzenberg vom 07.11.1996 | 364.23-069 |
| BW                            | Wiese Hoffnung                         | Oberwildenthal (50° 26′ 11,7″ N, 12° 38′ 54,7″ O)                 | Fläche: ca. 9922 m² | Beschluss des Rates des Kreises Aue Nr. 35 vom 03.05.1990   | 364.23-071 |
| BW                            | Wiese Riesenberger Häuser              | Eibenstock (50° 27′ 56,3″ N, 12° 40′ 56,4″ O)                     | Fläche: ca. 27199 m² | Verordnung des Landkreises Aue-Schwarzenberg vom 17.12.1998 | 364.23-077 |
| BW                            | Windischwiesen                         | Eibenstock (50° 30′ 25″ N, 12° 35′ 12,8″ O)                       | Fläche: ca. 46721 m² | Verordnung des Landkreises Aue-Schwarzenberg vom 05.10.2000 | 364.23-072 |
| mehr Fotos \| Fotos hochladen | Auersberg-Buche                        | Wildenthal Auersberg (50° 27′ 23,5″ N, 12° 38′ 47,8″ O)           | [ 1 ] |                                                             |            |
| mehr Fotos \| Fotos hochladen | Bühlbuche                              | Eibenstock (50° 30′ 6,4″ N, 12° 35′ 54,1″ O)                      | |                                                             |            |
| BW                            | Heinrich-Cotta-Tanne                   | Eibenstock (50° 26′ 52,5″ N, 12° 32′ 24,8″ O)                     | |                                                             |            |
| mehr Fotos \| Fotos hochladen | Schuleiche                             | Sosa (50° 29′ 50,4″ N, 12° 39′ 12,2″ O)                           | Stiel-Eiche, 1817 zum 300. Reformationsfest von der Kirchschule gepflanzt. - Höhe: ca. 21 m - Umfang: 3,02 m - Kronendurchmesser: ca. 15 m |                                                             |            |
| mehr Fotos \| Fotos hochladen | Weißtanne                              | Blauenthal ()                                                     | Alter etwa 230 Jahre, letzter grüner Zweig 1986. Totholzbiotop als Naturdenkmal beschildert, „geschützt seit 18.10.1984“                   |                                                             |            |